# العلاقات الجيبوتية الكمبودية
العلاقات الجيبوتية الكمبودية هي العلاقات الثنائية التي تجمع بين جيبوتي وكمبوديا.

## مقارنة بين البلدين
هذه مقارنة عامة ومرجعية للدولتين:
| وجه المقارنة                                              | جيبوتي                    | كمبوديا                   |
| --------------------------------------------------------- | ------------------------- | ------------------------- |
| المساحة (كم2)                                             | 23.20 ألف                 | 181.03 ألف                |
| عدد السكان (نسمة)                                         | 956.99 ألف                | 16.01 مليون               |
| الكثافة السكانية (ن./كم²)                                 | 41.25                     | 88.44                     |
| العاصمة                                                   | جيبوتي                    | بنوم بنه                  |
| اللغة الرسمية                                             | لغة فرنسية، اللغة العربية | اللغة الخميرية            |
| العملة                                                    | فرنك جيبوتي               | ريال كمبودي، دولار أمريكي |
| الناتج المحلي الإجمالي (بليون دولار)                      | 1.84 مليار                | 22.16 مليار               |
| الناتج المحلي الإجمالي (تعادل القوة الشرائية) بليون دولار | 3.10 مليار                | 54.37 مليار               |
| الناتج المحلي الإجمالي الاسمي للفرد دولار أمريكي          | 1.95 ألف                  | 1.16 ألف                  |
| الناتج المحلي الإجمالي للفرد دولار أمريكي                 | 3.27 ألف                  | 3.26 ألف                  |
| مؤشر التنمية البشرية                                      | 0.470                     | 0.555                     |
| رمز المكالمات الدولي                                      | +253                      | +855                      |
| رمز الإنترنت                                              | .dj                       | .kh                       |
| المنطقة الزمنية                                           | ت ع م+03:00               | ت ع م+07:00               |

## منظمات دولية مشتركة
يشترك البلدان في عضوية مجموعة من المنظمات الدولية، منها:
| علم المنظمة | اسم المنظمة                                                | تاريخ انضمام جيبوتي | تاريخ انضمام كمبوديا |
| ----------- | ---------------------------------------------------------- | ------------------- | -------------------- |
|             | وكالة ضمان الاستثمار متعدد الأطراف                         | 12 يناير 2007       | 1 ديسمبر 1999        |
|             | منظمة الشرطة الجنائية الدولية                              | ?                   | ?                    |
|             | منظمة حظر الأسلحة الكيميائية                               | ?                   | ?                    |
|             | منظمة التجارة العالمية                                     | ?                   | ?                    |
|             | الأمم المتحدة                                              | 20 سبتمبر 1977      | 14 ديسمبر 1955       |
|             | العملية المشتركة للاتحاد الأفريقي والأمم المتحدة في دارفور | ?                   | ?                    |
|             | مؤسسة التمويل الدولية                                      | 1 أكتوبر 1980       | 26 مارس 1997         |
|             | يونسكو                                                     | 31 أغسطس 1989       | 3 يوليو 1951         |
|             | مؤسسة التنمية الدولية                                      | 1 أكتوبر 1980       | 22 يوليو 1970        |
|             | البنك الدولي للإنشاء والتعمير                              | 1 أكتوبر 1980       | 22 يوليو 1970        |
|             | الاتحاد البريدي العالمي                                    | ?                   | ?                    |
|             | الاتحاد الدولي للاتصالات                                   | 22 نوفمبر 1977      | 10 أبريل 1952        |

## وصلات خارجية
- موقع وزارة الخارجية الكمبودية